# Kristian Carøe
Kristian (Christian) Frederik Carøe (født 8. oktober 1851 i København, død 10. november 1921 sammesteds) var en dansk læge og medicinhistoriker.
Carøe blev student 1869, cand. med. 1877, reservemedikus ved Frederiks Hospital 1881—1884, kredslæge i København 1887—1914. Carøes litterære virksomhed har været meget betydelig, dels som medredaktør af Ugeskrift for Læger 1893—1904, dels og især som medicinhistoriker. Det er ganske særlig de danske lægers biografier, han har beskæftiget sig med, idet han ikke blot har været medudgiver af 6. og 7. udgave af Den danske Lægestand, men desuden i Den danske Lægestand 1479—1900 I—IV har givet biografier af alle de i dette tidsrum virkende læger og kirurger. En del andre arbejder er samlede i Studier til dansk Medicinalhistorie 1912. Carøe skrev yderligere Medicinalordningens Historie indtil Sundhedskollegiets Oprettelse 1803 (1917). Han blev dr. med. honoris causa ved universitetet i København 1. november 1921.
Han er begravet på Garnisons Kirkegård.